# Bandiera del Bangladesh
La bandiera del Bangladesh venne adottata ufficialmente il 17 gennaio 1972. Consiste in un disco rosso spostato leggermente a sinistra, posto su uno sfondo verde.
Nel corso del 1971, e durante la guerra di liberazione bengalese, venne usata una bandiera simile, la differenza consisteva nella mappa del Bangladesh, che era posizionata sopra al sole rosso. La mappa venne in seguito tolta dalla bandiera, probabilmente per mantenere un disegno semplice.
La bandiera è simile alla bandiera del Giappone e a quella di Palau, da cui se ne differenzia per i colori. Il disco rosso rappresenta il sole che sorge sopra il Bengala. Il colore simboleggia anche il sangue versato da coloro che morirono per l'indipendenza del Bangladesh. Il campo verde rappresenta la terra lussureggiante del Paese.
La bandiera navale civile, quella militare e quella aeronautica sono basate rispettivamente sulla Red Ensign, sulla White Ensign e sulla bandiera della Royal Air Force britannica.
In bengalese la bandiera è nota come Lal Shôbuz ("la Rosso-verde").

## Galleria d'immagini

La bandiera del 1971 con la mappa gialla all'interno del disco rosso.
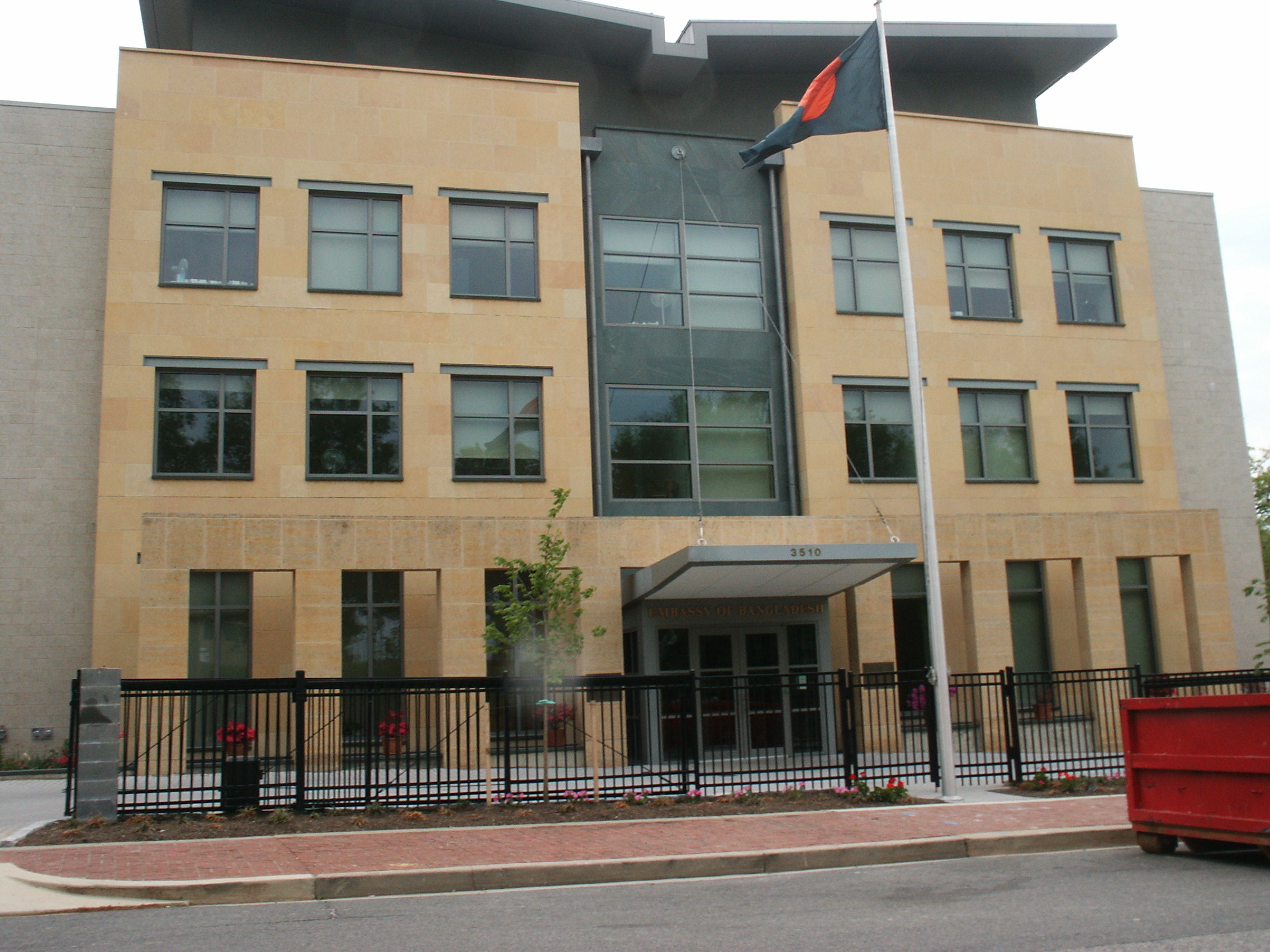
Bandiera del Bangladesh all'ambasciata a Washington